# Jorge Luis Borges
Jorge Francisco Isidoro Luis Borges Acevedo (Espanhol: [ˈxoɾxe ˈlwis ˈβoɾxes] (escutarⓘ); Buenos Aires, 24 de agosto de 1899 — Genebra, 14 de junho de 1986) foi um escritor, poeta, tradutor, crítico literário e ensaísta argentino, considerado um dos maiores escritores do século XX . Sua obra, que dialogava com o surrealismo e a literatura fantástica, exerceu grande influência sobre o boom latino-americano e a literatura contemporânea em geral.
Fez o colegial no Colégio Calvino, na Suíça. Estudou Direito na Universidade de Buenos Aires. Mais tarde, Borges estudou na Universidade de Cambridge para tornar-se professor. Foi, ainda, diretor da Biblioteca Nacional de Buenos Aires.
Em 1914, sua família mudou-se para Suíça, onde estudou e de onde viajou para a Espanha. Quando regressou à Argentina em 1921, Borges começou a publicar seus poemas e ensaios em revistas literárias surrealistas. Também trabalhou como bibliotecário e professor universitário público. Em 1955, foi nomeado diretor da Biblioteca Nacional da República Argentina e professor de literatura na Universidade de Buenos Aires. Em 1961, destacou-se no cenário internacional quando recebeu o primeiro prêmio internacional de editores, o Premio Formentor de las Letras Internacional, compartilhado com o dramaturgo Samuel Beckett. No mesmo ano, recebeu do então presidente da Itália, Giovanni Gronchi, a condecoração da Ordem do Comendador.
Suas obras abrangem o "caos que governa o mundo e o caráter de irrealidade em toda a literatura". Seus livros mais famosos, Ficciones (1944) e O Aleph (1949), são coletâneas de histórias curtas interligadas por temas comuns: sonhos, labirintos, bibliotecas, escritores fictícios, livros fictícios, religião e Deus. Seus trabalhos têm contribuído significativamente para o gênero da literatura fantástica. Estudiosos notaram que a progressiva cegueira de Borges ajudou-o a criar novos símbolos literários através da imaginação, já que "os poetas, como os cegos, podem ver no escuro". Os poemas do seu último período dialogam com vultos culturais como Spinoza, Luís de Camões e Virgílio.
Seu trabalho foi traduzido e publicado extensamente nos Estados Unidos e Europa. Sua fama internacional foi consolidada na década de 1960, ajudada pelo "Boom Latino-americano" e o sucesso de Cem Anos de Solidão, de Gabriel García Márquez. Para homenagear Borges, em seu romance O Nome da Rosa Umberto Eco criou o personagem "Jorge de Burgos", que além da semelhança no nome, é cego — assim como Borges foi ficando ao longo da vida. Além da personagem, a biblioteca que serve como plano de fundo do livro é inspirada no conto de Borges "A Biblioteca de Babel" (uma biblioteca universal e infinita que abrange todos os livros possíveis). O escritor e ensaísta J. M. Coetzee disse que "Borges, mais do que ninguém, renovou a linguagem de ficção e, assim, abriu o caminho para uma geração notável de romancistas hispano-americanos". Laureado com inúmeros prêmios, também foi conhecido por suas posições políticas conservadoras, o que pode ter sido um obstáculo à conquista do Prêmio Nobel de Literatura, ao qual ele foi candidato por quase trinta anos.

## Biografia
Jorge Luis Borges nasceu numa família burguesa e instruída. A mãe de Borges, Leonor Acevedo Suárez, veio de uma família tradicional uruguaia. O seu livro de 1929 Cuaderno San Martín incluiu um poema, "Isidoro Acevedo", em homenagem ao seu avô materno, Isidoro de Acevedo Laprida, um soldado do exército de Buenos Aires que se opunha contra o ditador Juan Manuel de Rosas. Um descendente do advogado e político argentino Francisco Narciso de Laprida, Acevedo lutou nas batalhas de Cepeda em 1859, Pavón em 1861 e Los Corrales em 1880. Isidoro de Acevedo Laprida morreu de congestão pulmonar na casa onde o seu neto Jorge Luis Borges nasceu.
Segundo um estudo realizado por Antonio Andrade, Jorge Luis Borges tem ascendência portuguesa: o bisavô de Borges, Francisco, teria nascido em Portugal, em 1770, e vivido na localidade de Torre de Moncorvo, situada no Norte de Portugal, antes de emigrar para a Argentina, onde teria casado com Cármen Lafinur. Em 1984, Jorge Luis Borges, de 84 anos, foi recebido com todas as honras em Portugal para uma breve visita à terra que o seu bisavô deixara há um século.
Aos sete anos de idade, Borges já teria revelado ao seu pai que seria escritor. Aos nove, escreve seu primeiro conto, "La visera fatal", inspirado num episódio de Dom Quixote. Em 1914, muda-se, com os pais, para a Europa, morando inicialmente em Genebra, na Suíça, onde conclui os seus estudos, e depois em Espanha. Em 1921, volta a Buenos Aires, onde participa ativamente da efervescente vida cultural da cidade. Em 1923, publica o seu primeiro livro de poemas, "Fervor de Buenos Aires".
Borges foi um ávido leitor de enciclopédias. Numa memorável palestra sobre O Livro em 1978, Borges comenta a felicidade que teve ao ganhar a enciclopédia alemã Enzyklopadie Brockhaus, edição de 1966. Lamenta, também, não poder ver as letras góticas nem os mapas e ilustrações, entretanto sente uma relação amistosa com os livros. A sua enciclopédia preferida era a IX edição da Britânica, como disse numa das inúmeras entrevistas que deu. Ele frequentou também a Universidade de Cambridge, na Inglaterra, onde estudou para ser professor.
Foi agraciado com os graus de Grande-Oficial (10 de dezembro de 1981) e Grã-Cruz (16 de novembro de 1984) da Ordem Militar de Sant'Iago da Espada, de Portugal.
Borges morreu em Genebra com um cancro de fígado e um enfisema, onde está sepultado, por opção pessoal, no Cemitério de Plainpalais ou Cimitiere des Rois, em Genebra, na Suíça. A campa possui uma inscrição em Inglês Antigo, língua que ensinou na Biblioteca Nacional de Buenos Aires. Trata-se do poema Battle of Maldon, que se traduz em “não tenhas medo de nada”.

## Obra
| “ | "Ontologias fantásticas, genealogias sincrônicas, gramáticas utópicas, geografias ficcionais, múltiplas histórias universais, bestiários lógicos, silogismos ornitológicos, ética narrativa, matemática imaginária, thrillers teológicos, geometrias nostálgicas e memórias inventadas fazem parte da imensa paisagem que as obras de Borges oferecem tanto a estudiosos quanto a o leitor casual. E sobretudo, a filosofia, concebida como perplexidade, o pensamento como conjectura, e a poesia, a forma suprema da racionalidade. Escritor puro, mas, paradoxalmente, preferido por semioticistas, matemáticos, filólogos, filósofos e mitólogos, Borges oferece — pela perfeição de sua linguagem, de seus conhecimentos, do universalismo de suas ideias, da originalidade de suas ficções e da beleza de suas poesia—uma obra que honra a língua espanhola e a mente universal." | ” |

As suas obras destacam-se por abordar temáticas como a filosofia (e seus desdobramentos matemáticos), metafísica, mitologia e teologia, em narrativas fantásticas onde figuram os "delírios do racional" (Bioy Casares), expressos em labirintos lógicos e jogos de espelhos. Ao mesmo tempo, Borges também abordou a cultura dos Pampas argentinos, em contos como O morto, "Homem da esquina rosada" e "O sul". Também lida com campanhas militares históricas, como a guerra argentina contra os índios durante a presidência, entre outros, do escritor Domingo Faustino Sarmiento, trata-as, porém, como pano de fundo para criações fictícias, como em História do Guerreiro e da Cativa. E rende homenagem à literatura progressiva do seu país em contos em que se apropria do mitológico Martín Fierro: Biografia de Tadeo Isidoro Cruz (1829-1874) e "O fim".
Entre os seus contos mais conhecidos e comentados podemos citar A Biblioteca de Babel, O Jardim de Veredas que se Bifurcam, "Pierre Menard, Autor do Quixote" (para muitos a pedra angular de sua literatura) e Funes, o Memorioso, todos do livro Ficções (1944) - além de "O Zahir", "A escrita do Deus" e O Aleph (que dá seu nome ao livro de que consta, publicado em 1949). A partir da década de 50, afetado pela progressiva cegueira, Borges passou a dedicar-se à poesia, produzindo obras notáveis como "A cifra" (1981), "Atlas" (um esboço de geografia fantástica, 1984) e "Os conjurados" (1985), a sua última obra. Também produziu prosa ("Outras inquisições", ensaios, 1952; "O livro de areia", contos, 1975), notando-se o claro influxo da cegueira. O conto "Tlön, Uqbar, Orbis Tertius" trata de uma enciclopédia forjada por uma sociedade secreta ao longo de gerações, que visa inventar (como lembra o próprio Borges, "inventar" e "descobrir" são sinónimos em latim) todo um mundo imaginário, com os seus idiomas, a sua física, a sua política, as suas ciências e as suas culturas. No fim do conto, sendo "acidentalmente" descoberta essa enciclopédia, Tlön passa a dominar, paulatinamente, todos os interesses terrenos.

## Homenagens
- 1955. Borges é eleito membro da Academia Argentina de Letras.
- 1956. É nomeado professor titular da Universidade de Buenos Aires e recebe o doutorado honorário da Universidade de Cuyo.
- 1957. Proferiu uma palestra no dia 23 de outubro na Biblioteca Pública da Universidade Nacional de La Plata enquanto ocupava o cargo de diretor da Biblioteca Nacional de Buenos Aires sobre o tema "Castelos no primeiro círculo".
- 1961. Divide com Samuel Beckett o Prêmio Internacional de Literatura (US$ 10.000), concedido pelo Congresso Internacional de Editores em Formentor, Maiorca. É condecorado pelo Presidente da Itália, Giovanni Gronchi, com a Ordem do Comendador.
- 1962. Recebe o Grande Prêmio do Fundo Nacional das Artes de Buenos Aires. Ele recebe a insígnia de Commandeur de l'Ordre des Lettres et des Arts do governo da França.
- 1963. Em dezembro recebeu o doutorado honorário da Universidad de los Andes, na Colômbia.
- 1965. Recebe a insígnia de Cavaleiro da Ordem do Império Britânico na Grã-Bretanha.
- 1968. É nomeado membro da Academia de Artes e Ciências dos Estados Unidos. Recebe do governo da Itália a insígnia de Grande Oficial da Ordem do Mérito da República Italiana.
- 1972. Viaja para os Estados Unidos para receber um doutorado honorário em Humanidades pela Michigan State University, East Lansing, Michigan. Em setembro foi nomeado membro do Museu Judaico de Buenos Aires.
- 1973. A Prefeitura de Buenos Aires o declara cidadão ilustre. Viajou junto com Claude Hornos de Acevedo para Espanha e México, onde recebeu o Prêmio Internacional Alfonso Reyes.
- 1978. É declarado cidadão benemérito de Bogotá.
- 1979. A Academia Francesa concedeu-lhe uma medalha de ouro. Recebeu a Ordem do Mérito da República Federal da Alemanha e a Cruz do Falcão da Islândia no posto de Comandante com estrela. Uma homenagem nacional é-lhe prestada no Teatro Cervantes, por ocasião do seu octogésimo aniversário.
- 1980. Recebe o Grande Prémio da Real Academia Espanhola, o Prémio Cervantes (5 milhões de pesetas), atribuído pelo Ministério da Cultura de Espanha. Ele o compartilha com o poeta espanhol Gerardo Diego. Recebe o Prêmio Mundial Cino Del Duca (200 mil francos) em Paris. Sandro Pertini, presidente da Itália, entrega-lhe o Prêmio Balzan (140 mil dólares).
- 1984. Na Sicília recebe uma rosa de ouro como homenagem e símbolo de sabedoria. Ele retorna aos Estados Unidos, onde a editora italiana Ricci lhe dá 84 libras esterlinas de ouro, uma para cada ano de sua vida. Retornou à Itália e recebeu do Presidente Pertini a Grã-Cruz da Ordem do Mérito. Vai para Marrocos e Lisboa, onde é condecorado e conhece a terra dos seus antepassados.
- 1984. Obteve o Prêmio Konex de Brillante de figura mais importante da história da Literatura Argentina, concedido pela Fundação Konex.

Recebeu importantes prêmios e distinções de diversas universidades e governos de diversos países. 
Em 1961 dividiu com Samuel Beckett o Prêmio Formentor concedido pelo Congresso Internacional de Editores, o que marcou o início de sua reputação em todo o mundo ocidental. Posteriormente receberá o Comendador da Ordem das Letras e Artes do governo francês, a Insígnia de Cavaleiro da Ordem do Império Britânico e o prémio Miguel de Cervantes, entre outros prémios e títulos. Seu trabalho foi traduzido para mais de vinte e cinco idiomas e transformado em filmes e televisão.
Em 1999, o governo argentino emitiu uma série de moedas comemorativas pelo centenário do nascimento de Borges. O governo da Cidade de Buenos Aires organiza visitas guiadas gratuitas a pontos da cidade relacionados a Borges e um trecho da Calle Serrano, no bairro de Palermo, foi rebatizado de Jorge Luis Borges em homenagem ao escritor.
Em 2023, o encenador de ópera Nicolás Isasi prestou homenagem a Jorge Luis Borges na terra dos seus antepassados com a obra As Damas Trocadas de Marcos Portugal com a aprovação de María Kodama antes da sua morte. "Os primeiros esboços desta performance surgiram nos jardins do Palácio de Mateus, em Vila Real. Entre a música e os passeios, começaram a ganhar força os conceitos de labirinto, de espelho e de cérebro, fundamentais para a concretização da proposta visual". A obra decorreu perto de Torre de Moncorvo, de onde era natural o seu bisavô.

## Lista de obras

### Poesia
- Fervor de Buenos Aires (1923)
- Luna de enfrente (1925)
- Cuaderno San Martín (1929)
- Poemas (1923-1943)
- El hacedor (1960)
- Para las seis cuerdas (1967)
- El otro, el mismo (1969)
- Elogio de la sombra (1969)
- El oro de los tigres (1972)
- La rosa profunda (1975)
- Obra poética (1923-1976)
- La moneda de hierro (1976)
- Historia de la noche (1976)
- La cifra (1981)
- Los conjurados (1985)

### Contos
- El jardín de senderos que se bifurcan (1941)
- Ficciones (1944)
- El Aleph (1949)
- La muerte y la brújula (1951)
- El informe Brodie (1970)
- El libro de arena (1975)
- La memoria de Shakespeare (1983)

### Ensaios
- Inquisiciones (1925)
- El tamaño de mi esperanza (1926)
- El idioma de los argentinos (1928)
- Evaristo Carriego (1930)
- Discusión (1932)
- Yo, Judío (1934)
- Historia de la eternidad (1936)
- Aspectos de la poesía gauchesca (1950)
- Otras inquisiciones (1952)
- El congreso (1971)
- Libro de sueños (1976)

### Não-classificados
- Historia universal de la infamia (1935)
- El libro de los seres imaginarios (1968)
- Qué es el Budismo (1976)
- Atlas (1985)

### Póstumos
- Textos cautivos (1986)
- Biblioteca pessoal - no original Biblioteca personal (1988)
- Prólogos de La Biblioteca de Babel (1995)
- Borges en Sur (1999)
- Un ensayo autobiográfico o Autobiografía (1999)
- Borges en El Hogar (2000)
- Arte poética (2000)
- Borges profesor (2002). Curso de literatura inglesa na Universidade de Buenos Aires
- El aprendizaje del escritor (2014). Transcrição do seminário sobre escrita que ditou em Columbia, em 1971
- Conferencias sobre el tango (2015)

### Em colaboração com Adolfo Bioy Casares
- Seis problemas para don Isidro Parodi (1942)
- Un modelo para la muerte (1946)
- Dos fantasías memorables (1946)
- Los orilleros (1955). Roteiro cinematográfico
- El paraíso de los creyentes (1955). Roteiro cinematográfico
- Nuevos cuentos de Bustos Domecq (1977)

## Galeria

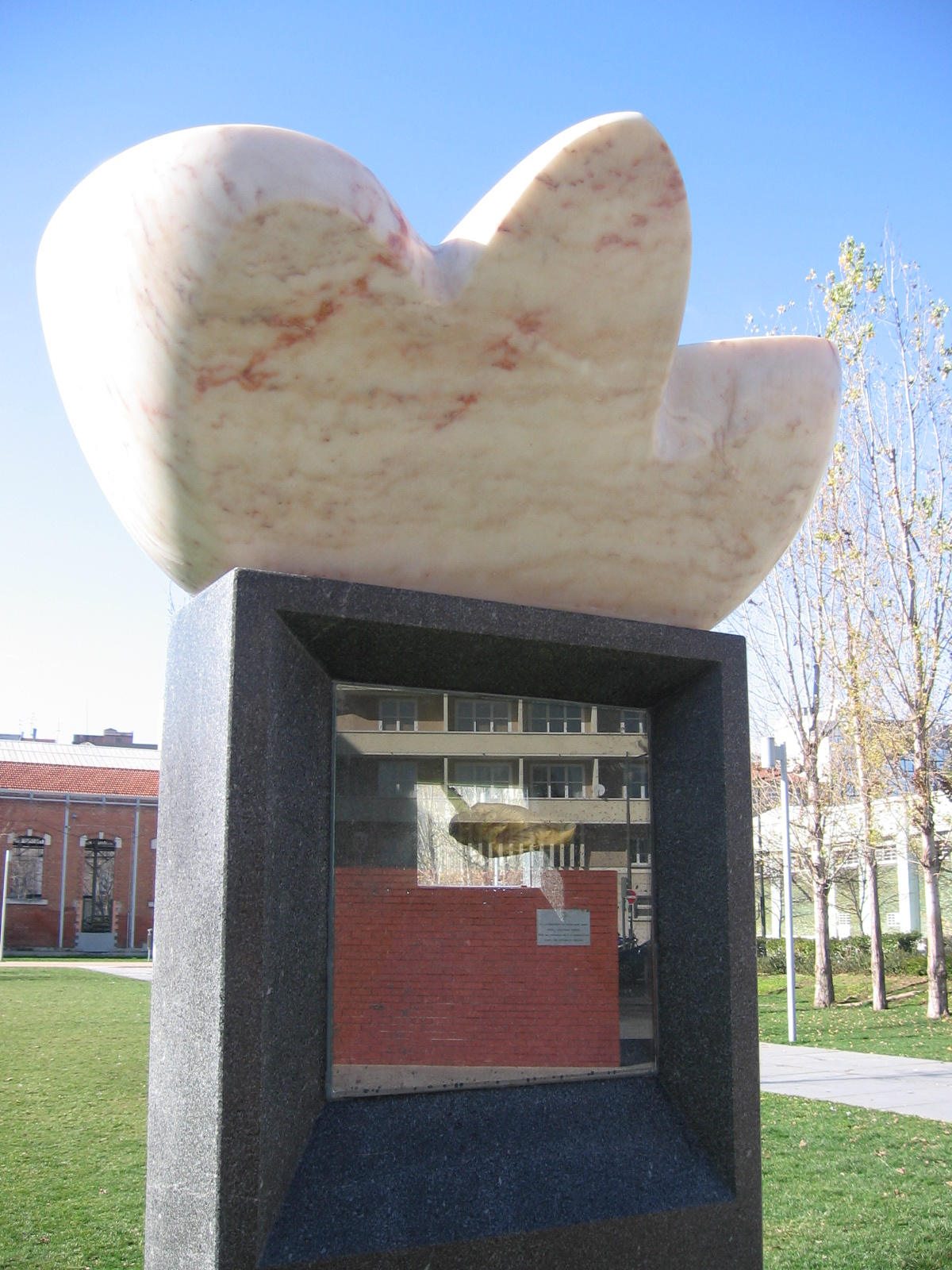
Monumento em Lisboa
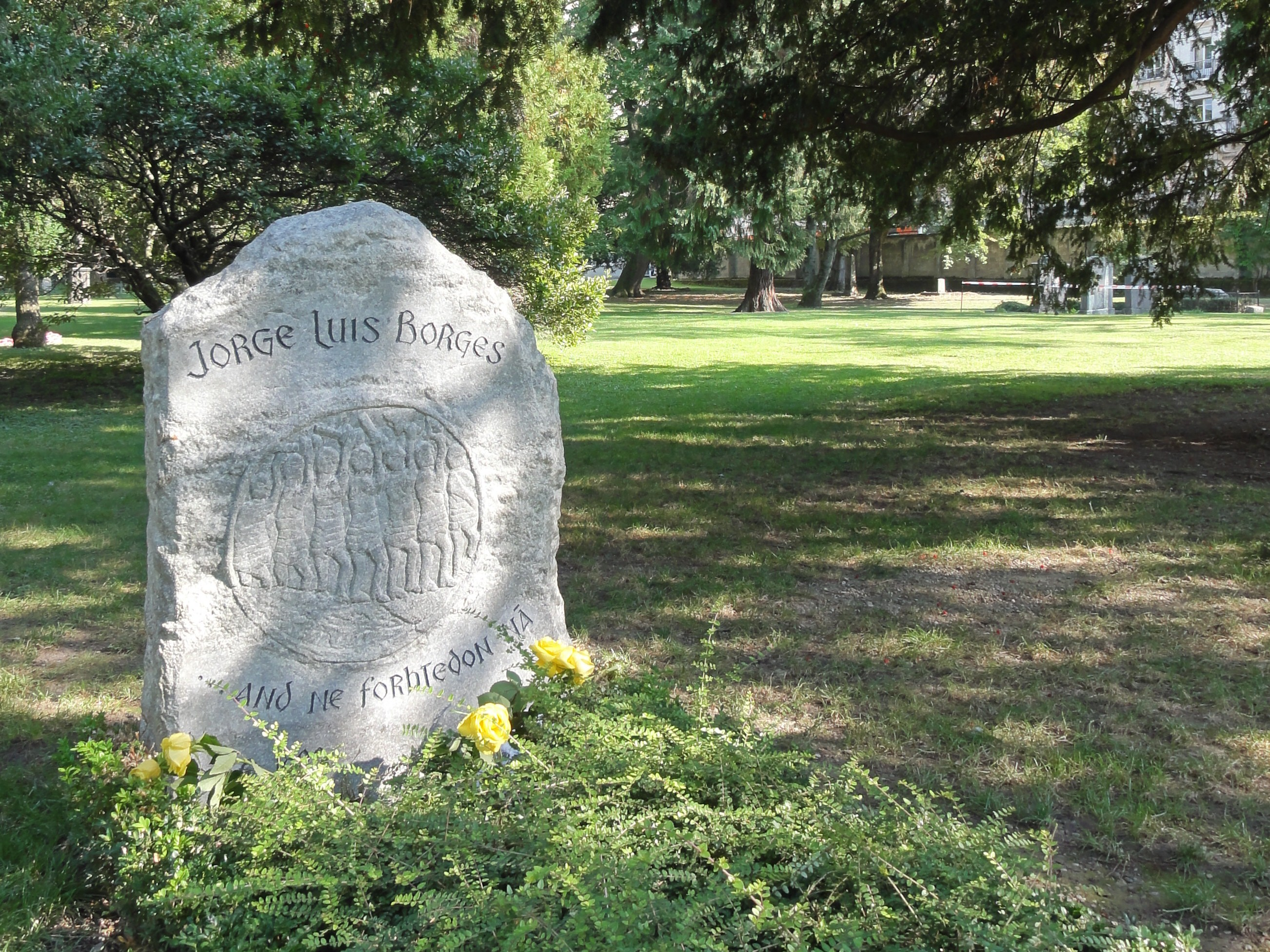
Túmulo de Jorge Luis Borges no Cemitério de Plainpalais, Genebra